# Парламентские выборы в Испании (1871)
Выборы в Конгресс депутатов Испании 8 и 11 марта 1871 года стали первыми выборами в период царствования короля Амадео Савойского, прошедшими в соответствии с либерально-монархической конституцией 1869 года.

## Предыстория
4 января 1871 года новым главой испанского правительства вместо Жоана Прима и Пратса, убитого в декабре 1870 года, стал его соратник по Либеральному союзу генерал Франсиско Серрано. Он же стал новым лидером Прогрессивно-либеральной коалиции, в которую помимо либералов Серрано также входил Прогрессивная (Мануэль Руис Соррилья) и Демократическая (Николас Риверо) партии. Основными оппозиционными силами были Республиканская демократическая партия (Франсиско Пи-и-Маргаль) слева и карлисты справа. Правое крыло оппозиции после падения монархии Бурбонов по-прежнему оставалось разделённым, включая:
- приверженцев дона Карлоса Младшего, пребывавшего на тот момент в ссылке в Австрии, и примкнувших к ним «нео-католиков» (таких как Кармело Носедаль)
- остатки Умеренной либеральной партии, управлявшей Испанией в последние годы царствования Изабелы II и ослабленной как её свержением, так и смертью в 1868 году своего лидера Рамона Марии Нарваэса
- консерваторов-кановистов, сторонников Антонио Кановаса дель Кастильо, вышедших из Либерального союза и призывавших к восстановлению Бурбонов во главе с Альфонсо, сыном Изабеллы II
- монпансьеристов, сторонников провозглашения королём Антуана Орлеанского, герцога де Монпансье, мужа сестры Изабеллы II, потерявшего многих приверженцев после убийства на дуэли кузена Изабеллы II.

## Результаты
Всего был избран 391 депутат, не считая 18 депутатов, избранных на Кубе и 11 в Пуэрто-Рико.
Победу на выборах одержала Прогрессивно-либеральная коалиция во главе с премьер-министром генералом Франсиско Серрано-и-Домингесом, завоевав более 60 % мест. Главные оппоненты правящей коалиции, республиканцы во главе с Пи-и-Маргалем, потеряли почти 40 % своих мандатов. Приверженцы абсолютизма во главе с претендентом на испанский престол доном Карлосом Младшим смогли расширить своё парламентское представительство более чем в 2 раза.

Распределение мест в Конгрессе депутатов 1871 года
Прогрессивно-либеральная коалиция: 235
Республиканская демократическая партия: 52
Католико-монархическое причастие: 51
Умеренная либеральная партия: 18
другие: 35

Итоги выборов в Конгресс депутатов 8 и 11 марта 1871 года
| Партии и коалиции                                            | Партии и коалиции                      | Партии и коалиции                    | Лидер                                  | Места | Места | Места |
| Партии и коалиции                                            | Партии и коалиции                      | Партии и коалиции                    | Лидер                                  | Места | +/−   | %     |
| ------------------------------------------------------------ | -------------------------------------- | ------------------------------------ | -------------------------------------- | ----- | ----- | ----- |
|                                                              | Прогрессивно-либеральная коалиция      | исп. Coalición Progresista-Liberal   | Франсиско Серрано-и-Домингес           | 235   | ▼1    | 60,10 |
|                                                              | Республиканская демократическая партия | исп. Partido Democrático Republicano | Франсиско Пи-и-Маргаль                 | 52    | ▼33   | 13,30 |
|                                                              | Католико-монархическое причастие       | исп. Comunión Católico-Monárquica    | Карлос Мария де Бурбон                 | 51    | ▲31   | 13,04 |
|                                                              | Умеренная либеральная партия           | исп. Partido Liberal Moderado        | Алехандро Мон                          | 18    | —     | 4,60  |
|                                                              | Консерваторы-«кановистас»              | исп. Conservadores "canovistas"      | Антонио Кановас дель Кастильо          | 9     | —     | 2,30  |
|                                                              | «Монпансьеристас»                      | исп. Montpensieristas                | Антуан Орлеанский, герцог де Монпансье | 7     | —     | 1,79  |
|                                                              | Другие                                 | Другие                               | Другие                                 | 19    | ▲11   | 4,86  |
|                                                              |                                        |                                      |                                        |       |       |       |
| Всего                                                        | Всего                                  | Всего                                | Всего                                  | 391   | ▲39   | 100   |
|                                                              |                                        |                                      |                                        |       |       |       |
| Источник: - Historia Electoral - Spain Historical Statistics |                                        |                                      |                                        |       |       |       |

## Результаты по регионам
Прогрессивно-либеральная коалиция заняла первое место по количеству избранных депутатов в 37 провинциях. Карлисты взяли верх в 5 регионах — Бискайе, Гипускоа, Алаве, Наварре и на Балеары). Умеренные либералы и консерваторы-«кановистас» совместно выиграли выборы в двух провинциях, Овьедо (ныне Астурия) и Мурсии. Демократы-республиканцы на этот раз смогли победить только в одном регионе, Барселоне. В Таррагоне и Кадисе места поделили прогрессисты-либералы и республиканцы. В Авиле 4 мандата достались представителям сразу четырёх разных партий. В Мадриде из 7 мест 6 достались монархистам из Прогрессивно-либеральной коалиции, одно смогли завоевать республиканцы, в Барселоне 4 мандата из 5 завоевали республиканцы, ещё один досталось кандидату правящей коалиции. Партийная принадлежность депутатов от Канарских островов неизвестна.

## После выборов
Председателем Конгресса 5 апреля 1871 года был избран Салустиано де Олосага (Прогрессивная партия). 6 октября 1871 года его сменил Пракседес Матео Сагаста (Конституционная партия). Председателем Сената стал Франсиско Санта-Крус.
В июне 1871 года Прогрессивная партия раскололась на две части: правое крыло во главе с Сагастой образовали Конституционную партию; левое крыло, возглавляемое Руисом Соррилья и Кристино Мартосом, основал Радикальную партию, в которую также вошли демократы. 24 июля 1871 года испанское правительство возглавил Мануэль Руис Соррилья (Радикальная партия). 5 октября того же 1871 года премьер-министром стал его однопартиец Хосе Малькампо и Монхе, 3-й маркиз Сан-Рафаэль и граф Холо. 12 декабря во главе Совета министров стал конституционалист Пракседес Матео Сагаста, занимавший свой пост вплоть до выборов в апреле 1872 года.